# إميل يورغنسن
إميل يورغنسن (بالدنماركية: Emil Jørgensen) هو مهندس معماري دنماركي، ولد في 3 سبتمبر 1858، وتوفي في 27 مايو 1942.